# Kees Frenay
Cornelis (Kees) Frenay (Utrecht, 9 mei 1897 - 7 februari 1975) was een Nederlands communist, fascist en nationaalsocialist.
Frenay was lid van het bestuur van de Communistische Partij Holland (CPH) en nam voor deze partij zitting in de Provinciale Staten van Zuid-Holland. In 1933 was hij in Schiedam gemeenteraadslid voor de CPH. In november van dat jaar royeerde de CPH hem, waarna hij zich in januari 1934 aansloot bij de NSB. Hij was betrokken bij de oprichting van het Nederlandsch Volksfront. In 1934 werd hij lid van de Algemeene Nederlandsche Fascisten Bond. Daarna, in de jaren 1935-1936, was hij lid en landelijk propagandaleider van de NSNAP-Kruyt, die hem in 1936 royeerde als partijlid. Hij publiceerde in 1935 de brochure Tegen de partijen, politiek voor een corporatief Nederland.
 Portaal: Fascisme en nationaalsocialisme in Nederland · Fascisme · Nationaalsocialisme